# TT147
La tombe thébaine TT 147 est située à Dra Abou el-Naga, une partie de la nécropole thébaine, sur la rive ouest du Nil, face à Louxor.
Elle est le lieu de sépulture d'un Égyptien appelé Neferrenpet, scribe qui compte le bétail d'Amon en Haute et Basse-Égypte, ancien chef du portail de Karnak, qui a vécu pendant le règne d'Amenhotep III.